# Тьяго Сантана
Тьяго Сантана (порт. Thiago Santana, нар. 4 лютого 1993, Серрінья) — бразильський футболіст, нападник японського клубу «Урава Ред Даймондс».
Виступав також за клуби «Віторія» (Сетубал), «Санта-Клара» та «Сімідзу С-Палс».

## Ігрова кар'єра
Народився 4 лютого 1993 року в місті Серрінья.
У дорослому футболі дебютував 2011 року виступами за команду «Сан-Карлус», в якій того року взяв участь у 2 матчах чемпіонату. 
Згодом з 2014 по 2016 рік грав у складі команд «Кашіас», «Атлетіку Ібірама», «Фігейренсе» та «Наутіко Капібарібе».
Своєю грою за останню команду привернув увагу представників тренерського штабу клубу «Віторія» (Сетубал), до складу якого приєднався 2016 року. Відіграв за клуб з Сетубала наступний сезон своєї ігрової кар'єри.
У 2017 році уклав контракт з клубом «Санта-Клара», у складі якого провів наступні чотири роки своєї кар'єри гравця.  Більшість часу, проведеного у складі «Санта-Клари», був основним гравцем атакувальної ланки команди. У складі «Санта-Клари» був одним з головних бомбардирів команди, маючи середню результативність на рівні 0,35 гола за гру першості.
З 2021 року два сезони захищав кольори клубу «Сімідзу С-Палс».  Граючи у складі «Сімідзу С-Палс» також здебільшого виходив на поле в основному складі команди. В новому клубі був серед найкращих голеодорів, відзначаючись забитим голом в середньому щонайменше у кожній третій грі чемпіонату.
До складу клубу «Урава Ред Даймондс» приєднався 2024 року. Станом на 25 травня 2025 року відіграв за команду з міста Сайтама 46 матчів в національному чемпіонаті.

## Титули і досягнення
- Кращий бомбардир Чемпіонату Японії: 2022 (14 м'ячів)
- J.League Best XI: 2022